# 펠라현
펠라현은 그리스의 현으로 중심 도시는 에데사이다. 이 현은 1930년에 당시 거대했던 테살로니키 현을 분할할 때 설치되었으며, 이름은 고대 도시 펠라에서 따왔다. 마케도니아 지방에 있는 이 펠라 현은 행정 구역상으로는 중앙마케도니아 주에 속한다. 